# عملیات فرود
عملیات فرود (انگلیسی: Landing operation) عملیاتی نظامی و از تاکتیک‌های مانور است که طی آن یک نیروی نظامی با استفاده از شناورهای فرود، با هدف اعمال قدرت به ساحل به خشکی منتقل می‌شود. با گسترش هواپیماها و هواگردهای نظامی، فرود ممکن است به عملیات آبی خاکی، نیروهای هوابرد یا ترکیبی از هر دو اشاره داشته باشد.

## فرود دریایی
در یک تهاجم نظامی که از طریق دریا انجام می‌شود، فرود و ایجاد یک سرپل ساحلی، از مراحل حیاتی هستند. در ایلیاد، عملیات فرود نیروی دریایی آخایی در کتاب سوم شرح داده شده است.
در طول جنگ جهانی دوم، عملیات فرود با موفقیت زیادی در طول پیاده‌سازی در نرماندی و تهاجم متفقین به سیسیل در جبهه غربی و در سراسر اقیانوس آرام از طریق جهش در طول جنگ اقیانوس آرام مورد استفاده قرار گرفت. عملیات‌های بعدی فرود دریایی در طول جنگ سرد شامل نبرد اینچئون در سال ۱۹۵۰ در طول جنگ کره، حمله به خلیج خوک‌ها در سال ۱۹۶۱ و حمله ایالات متحده آمریکا به گرنادا در سال ۱۹۸۳ بود.

## فرود هوایی
ماموریت فرود هوایی، شامل تصرف، نگهداری یا بهره‌برداری از مکان‌ها یا تأسیسات مهم تاکتیکی همزمان یا تا زمان ورود سایر نیروهای نظامی یا دریایی است.
چنین مأموریت‌هایی شامل تصرف و پاکسازی میدان‌های فرود، سرپل‌های ساحلی، نقاط قوت و بنادر، تصرف مناطق دیده‌بانی ضروری یا سایر زمین‌های حیاتی، قطع خطوط ارتباطی و تدارکاتی دشمن، تخریب پل‌ها، سدها، مؤسسات خدمات عمومی و سایر تخریب‌های تعیین‌شده، تصرف گذرگاه‌های رودخانه‌ای، گذرگاه‌ها و سایر گلوگاه‌ها، مسدود کردن یک ضدحمله خصمانه، ایجاد وقفه در حرکات نیروهای ذخیره دشمن، همکاری در تعقیب یا دستیابی به موفقیت توسط نیروهای زمینی با عملیات علیه نیروهای ذخیره و خطوط ارتباطی دشمن و مسدود کردن راه‌های عقب‌نشینی دشمن و جلوگیری از تخریب تأسیسات، تدارکات و مواد ضروری توسط دشمن است.
این عملیات همچنین ممکن است شامل اجرای یک پوشش هوایی همزمان با حمله نیروهای زمینی، اجرای حملات غافلگیرانه به عنوان یک انحراف یا فریب در ارتباط با سایر فرودهای هوایی یا عملیات زمینی، یا ایجاد سردرگمی و بی‌نظمی در بین پرسنل نظامی و غیرنظامی دشمن باشد. فرود هوایی همچنین می‌تواند حمله‌ای علیه یک موقعیت منزوی دشمن باشد که حمله به آن توسط نیروهای زمینی غیرممکن یا غیرعملی است.